# Comportamento autoestimulatório

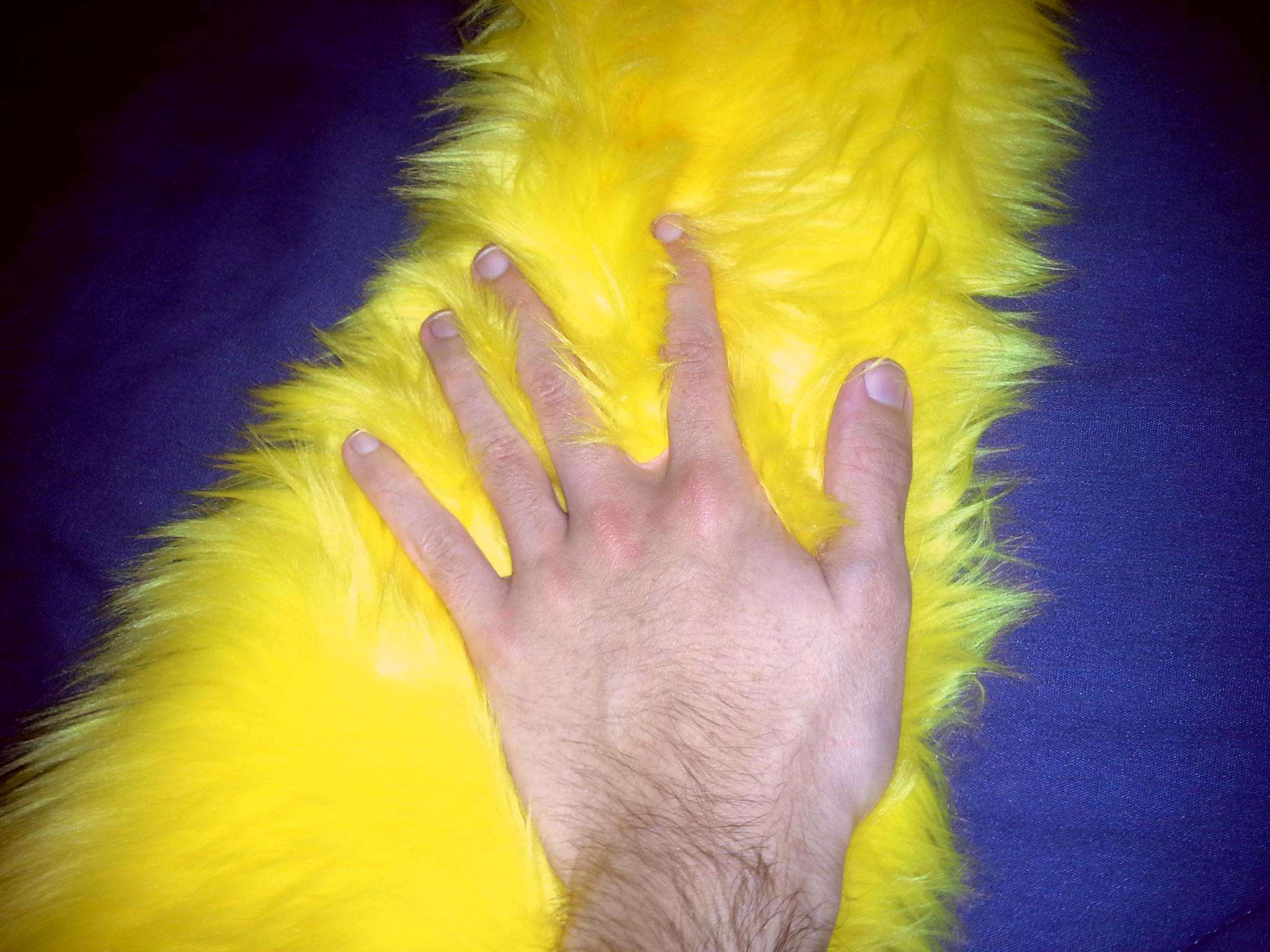
Sentir texturas macias ou de outra forma agradáveis é uma forma comum de autoestimulação.

Comportamento autoestimulatório (também denominado stimming, stims, autoestimulação, estereotipia ou transtorno do movimento estereotipado) é a repetição de movimentos físicos, sons, palavras, objetos em movimento ou outros comportamentos. A autoestimulação é um tipo de comportamento restrito e repetitivo (CRR). Tais comportamentos são observados, em certo grau, em todas as pessoas, mas são especialmente intensos e frequentes naqueles com deficiências do desenvolvimento, transtorno do déficit de atenção com hiperatividade (TDAH), transtorno do processamento sensorial ou autismo.
A autoestimulação tem sido interpretada como uma resposta protetora à sobrecarga sensorial, na qual as pessoas se acalmam bloqueando estímulos ambientais menos previsíveis, aos quais possuem uma acentuada sensibilidade ao processamento sensorial. A autoestimulação pode ser uma forma de aliviar a ansiedade e outras emoções negativas ou intensificadas.

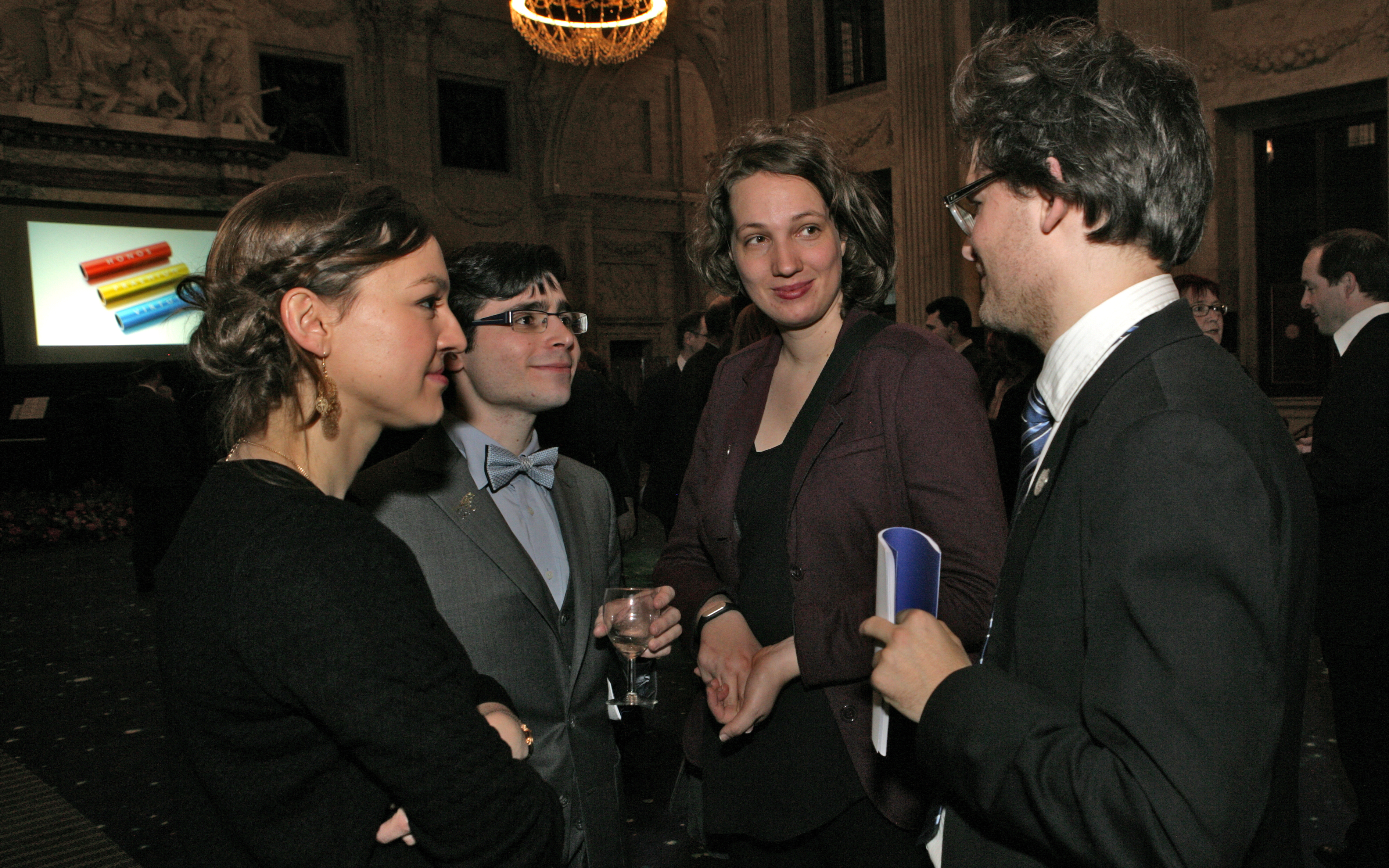
Um adulto autista (centro à direita) se autoestimulando com as mãos durante a cerimônia do Prêmio Erasmus de 2015.

Embora algumas formas de comportamentos de autoestimulação tenham sido geralmente consideradas saudáveis e benéficas — pois ajudam a regular experiências sensoriais intensas, aliviar emoções intensas como a ansiedade, facilitar a compreensão e as interações sociais com outras pessoas autistas, promover emoções agradáveis e aumentar a sensação de segurança — a autoestimulação frequentemente é socialmente estigmatizada. Indivíduos neurodivergente frequentemente sentem que devem esconder ou diminuir seus comportamentos repetitivos, por serem socialmente inaceitáveis e, frequentemente, despertarem reações negativas naqueles que não compreendem sua causa. Embora a redução de comportamentos repetitivos disruptivos ou inerentemente prejudiciais possa ser benéfica, há também riscos potenciais à saúde mental e ao bem-estar na supressão e no mascaramento de alguns comportamentos de autoestimulação autista que não são prejudiciais ou são adaptativos.
Os comportamentos de autoestimulação podem consistir de estímulos táteis, visuais, auditivos, vocais, proprioceptivos, olfativos e de autoestimulação vestibular (relacionados ao equilíbrio). Alguns exemplos comuns de autoestimulação incluem bater as mãos, palmas, balançar-se, piscar, andar de um lado para o outro, bater a cabeça, repetir ruídos ou palavras, estalar os dedos, andar na ponta dos pés e fazer objetos girarem.
Em alguns casos, a autoestimulação pode ser perigosa e fisicamente prejudicial para quem a pratica; por exemplo, indivíduos podem correr o risco de se machucar ao bater com força partes do corpo contra paredes. Outro problema é que comportamentos repetitivos podem atrapalhar a aprendizagem e a comunicação social para alguns indivíduos autistas em determinadas situações.

## Autismo

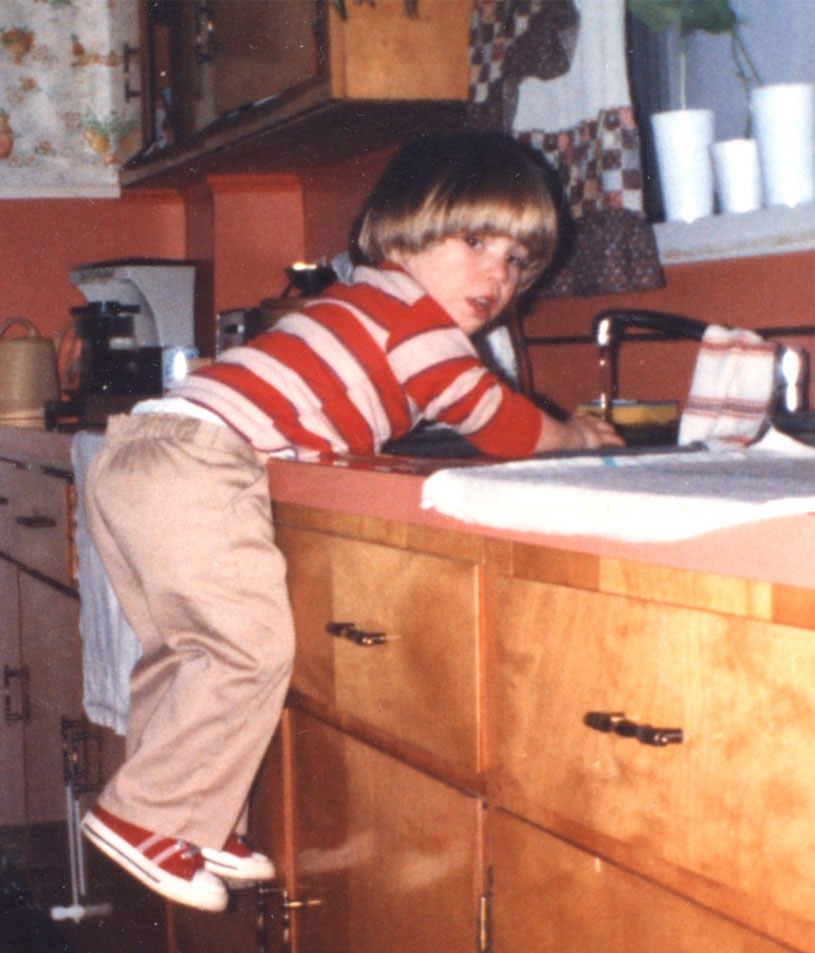
Criança autista se autoestimulação com água fria na pia da cozinha

O comportamento de autoestimulação está quase sempre presente em pessoas autismo, mas, por si só, não indica necessariamente o diagnóstico. A maior diferença entre a autoestimulação em autistas e não autistas é o tipo de estímulo e a quantidade de autoestimulação. No Manual Diagnóstico e Estatístico de Transtornos Mentais, publicado pela Associação Americana de Psiquiatria, o comportamento de autoestimulação é descrito como "maneirismos motores estereotipados ou repetitivos" e listado como um dos cinco critérios diagnósticos principais do transtorno do espectro do autismo.
Perspectivas diversas sugerem que a autoestimulação envolve funções tanto sensoriais quanto motoras. O subdesenvolvimento dessas funções sensório-motoras pode resultar em comportamentos de autoestimulação produzidos pela pessoa como resposta controlada. Um estudo que entrevistou trinta e dois adultos autistas constatou que ambientes imprevisíveis e avassaladores provocavam a autoestimulação.
A autoestimulação pode, às vezes, ser autolesiva, como quando envolve bater a cabeça, morder as mãos, esfregar-se excessivamente e coçar a pele.
Como serve ao propósito de autorregulação e é realizada, na maior parte, de forma subconsciente, a autoestimulação é difícil de suprimir. Gerenciar o ambiente sensorial e emocional, bem como aumentar a quantidade de exercícios diários, pode elevar o nível de conforto da pessoa, reduzindo assim a necessidade de autoestimulação. Suprimir, consciente ou inconscientemente, a autoestimulação com o objetivo de se apresentar como neurotípico é uma forma de mascaramento autista. Geralmente, isso requer um esforço excepcional e pode impactar negativamente a saúde mental e o bem-estar.

## TDAH
A autoestimulação é praticada por algumas, mas não por todas, as pessoas com transtorno do déficit de atenção com hiperatividade. A causa não é totalmente compreendida, mas especialistas acreditam que a autoestimulação provavelmente está ligada aos efeitos do desequilíbrio de dopamina que ocorre nos cérebros das pessoas com TDAH. Algumas das razões pelas quais pessoas com TDAH podem se autoestimular incluem ajudar na concentração, processar e lidar com suas emoções, combater o tédio, expressar excitação, lidar com a sensação de sobrecarga do ambiente e auxiliar na concentração quando não estão interessadas em um tema ou tarefa.
Os comportamentos associados à autoestimulação em TDAH são, caracteristicamente, repetitivos e podem ocorrer de forma consciente ou inconsciente. Muitos indivíduos neurotípicos podem apresentar os mesmos comportamentos, conhecidos como inquietação, que, para pessoas com TDAH, são mais intensos, ocorrem com maior frequência e podem afetar a vida cotidiana. Alguns comportamentos de autoestimulação potencialmente mais negativos ou prejudiciais incluem bruxismo, roer as unhas e os lábios, arranhar a pele e formar crostas, compulsão alimentar, ações impulsivas e mastigar o interior das bochechas.
Para pessoas com TDAH, a autoestimulação pode mudar ao longo do tempo. Alguns estímulos podem diminuir ou desaparecer com o tempo, enquanto outros podem surgir como resultado de estressores diversos. Os sintomas do TDAH podem ser agravados por determinados ambientes, situações e emoções, os quais desencadeiam a autoestimulação.

## Brinquedos
Pequenos objetos conhecidos como brinquedos estimulantes ou brinquedos sensoriais podem ser usados para satisfazer os comportamentos de autoestimulação de uma pessoa. Um brinquedo estimulante pode ser especialmente desenhado para um comportamento específico de autoestimulação, como um brinquedo antiestresse, ou pode ser qualquer objeto comum que a pessoa possa manipular para executar o comportamento desejado. Muitos brinquedos estimulantes populares são segurados com as mãos; eles também podem proporcionar estimulação oral, como joalheria comestível.